# 池田善吾
池田 善吾（いけだ ぜんご、1946年 - ）は、福岡県出身の元アマチュア野球選手（投手）日本で初めてキューバを抑えた投手。

## 来歴・人物
博多工業高等学校では、同期にエース橋本孝志がおり、主に一塁手として起用される。投手としても1963年秋季九州大会決勝で日南高に完封勝ちを記録している。1964年春の選抜に出場。2回戦で池永正明を擁する下関商を降し準決勝まで進出するが、尾道商の小川邦和に0-4で完封負け。しかし同年6月の新潟国体では、決勝で尾道商を降し初優勝。同年夏は県予選準々決勝で、末永吉幸のいた小倉工に日没引き分け再試合の末に敗退。1学年下に遊撃手の倉田晃がいる。
芝浦工業大学に進学。東都大学野球リーグでは、エースとして1968年秋季リーグで7年振りに優勝。最高殊勲選手、最優秀投手、ベストナイン（投手）に選出されている。同年の明治維新百年記念明治神宮野球大会に東都大学選抜メンバーとして出場。準決勝では首都大学選抜を相手に先発し、渡辺孝博、上田二郎と投げ合うが3-4で惜敗した。大学同期に一塁手の灰山公章（日本楽器）がいた。
卒業後は社会人野球の三菱自動車川崎に進む。1969年の都市対抗に出場。2連続完投勝利で準々決勝に進むが、大昭和製紙に惜敗。1972年の都市対抗でも2勝を挙げ決勝に進む。先発として起用され日本楽器と対戦するが、1回に小田義人に適時二塁打を浴び、打線も新美敏に抑えられ完封を喫する。しかし同大会の久慈賞を獲得した。この時のチームメイトに原田俊治、鈴木博昭らがいた。同年のアマチュア野球世界選手権日本代表に選出される。同年の1972年のドラフト会議で東映フライヤーズから5位指名を受けたがこれを拒否。翌[1973年の都市対抗では日本鋼管に補強され出場。古屋英雄、上岡誠二とともに投手陣の中心となり、準々決勝では小西酒造を相手に先発し初勝利。決勝でも中継ぎとして登板し日産自動車に大勝、チーム初優勝に貢献した。同年にはインターコンチネンタルカップ、第10回アジア野球選手権大会の日本代表となる。
現役引退後は三菱自動車川崎監督を務めた。